# Боуден-трос
Бо́уден-трос (англ. bowden cable), трос Бо́удена, тро́сик, ги́бкий тро́сик — гибкий малого диаметра (сечения) трос, используемый для передачи механической силы или энергии за счёт перемещения троса (как правило, стального, также встречаются полимерные тросы) внутри гибкой трубки, называемой некоторыми «рубашкой». 
Рубашка, как правило, имеет композитную конструкцию — пластиковая трубочка, покрытая спиральной металлической оплёткой с внешним защитным слоем из пластика или другого материала.
В большинстве случаев боуден-трос работает на растяжение, хотя при передаче малых усилий (например, в спусковом тросике механического фотоаппарата) он может работать на сжатие. Также боуден-трос может работать на передаче вращательного движения (например, в механическом спидометре или гравировальной машинке). Настройку боуден-троса выполняют с помощью барабана, представляющего собой полый болт, при вращении увеличивающий или уменьшающий эффективную длину рубашки. Соответственно, трос при этом натягивается или ослабляется.

## История
На сегодняшний день нет достоверных данных об авторе конструкции. Авторство приписывают разным людям, в том числе Фрэнку Боудену, Эрнесту Боудену и другим.

## Применение
- Спусковой тросик, фототросик — устройство в фотографии для устранения шевелёнки изображения в результате сотрясения фотоаппарата
- Тормозной тросик — часть механики велосипедов, мотоциклов и иных транспортных средств
- Тросик переключателя скоростей — составная часть велосипедного переключателя скоростей (дерэ́йлера)
- Тросик спидометра автомобиля
- Система подачи филамента в некоторых 3d-принтерах